# Trinidad
Trinidad (tiếng Tây Ban Nha: Trinity) là hòn đảo chính đông dân và lớn nhất của đảo quốc Trinidad và Tobago. Đây là hòn đảo cực nam của Caribe và nằm cách 11 km (6,8 mi) từ bờ biển đông bắc của Venezuela. Với diện tích 5.009 km2 (1.934 dặm vuông Anh) đây cũng là hòn đảo lớn thứ năm tại Vùng Caribe và lớn thứ 117 trên thế giới.
Nhiều người tin rằng  tên gốc của hòn đảo trong tiếng Arawak là "Iëre", nghĩa là "Vùng đất của chim ruồi". Christopher Columbus đã đổi tên đảo thành "La Isla de la Trinidad" ("Hòn đảo của Chúa Ba Ngôi"), thực hiện một lời hứa trước khi thực hiện chuyến thám hiểm lần thứ ba của mình.

## Lịch sử
Người Carib và người Arawak đã sinh sống tại Trinidad một thời gian dài trước khi Christopher Columbus gặp hòn đảo trong chuyến đi thứ ba củ ông vào năm 1498. Tobago qua tay người Anh, Pháp, Hà Lan và Courland, song cuối cùng lại về tay Anh Quốc. Trinidad vẫn nằm dưới quyền kiểm soát của Tây Ban Nha cho đến năm 1797, song những người thực dân Pháp đã định cư với số lượng lớn trên đảo. Năm 1889 hai hòn đảo trở thành một thuộc địa duy nhất. Trinidad và Tobago được tự quản vào năm 1958 và độc lập từ đế quốc Anh vào năm 1962.

## Địa lý
Địa hình trên đảo chủ yếu bao gồm các ngọn đồi thuộc các dãy Bắc, Trung và Nam, các đầm lầy Caroni, Nariva và Oropouche, và các đồng bằng Caroni và Naparima. Các hệ thống sông chính bao gồm Caroni, Bắc và Nam Oropouche và sông Ortoire. Đảo có nhiều bãi biển và thác nước.
Trinidad có hai mùa du lịch trong năm, mùa mưa và mùa khô.

## Động vật
Hòn đảo Trinidad có sự đa dạng sinh học cả về thực vật và động vật. Các loài thú bản địa bao gồm Mazama americana, Pecari tajacu, Alouatta seniculus, cò quăm Scarlet và mèo rừng. Trinidad có một hệ chim phong phú, bao gồm một loài đặc hữu, Pipile pipile.